# Der Wanderer (Hölderlin)
Der Wanderer ist die erste Elegie Friedrich Hölderlins. Er veröffentlichte zwei Druckfassungen. Die erste erschien in Jahrgang 1797, sechstes Stück der Zeitschrift Die Horen, die zweite in Jahrgang 1801, drittes Vierteljahr  der Zeitschrift Flora, Teutschlands Töchtern geweiht von Freundinnen und Freunden des schönen Geschlechts. Beide Zeitschriften gehörten der Cotta’schen Verlagsbuchhandlung. In den Horen wird Hölderlins Name nicht genannt; in der Flora steht er unter dem Gedicht. Der Wanderer ist auch deswegen bekannt, weil die erste Fassung vor der Publikation von den beiden Männern begutachtet und vermutlich verändert wurde, die – jedenfalls für Hölderlin – „die Großen“ waren, Friedrich Schiller und Johann Wolfgang von Goethe.

„Der Wanderer“ in den „Horen“
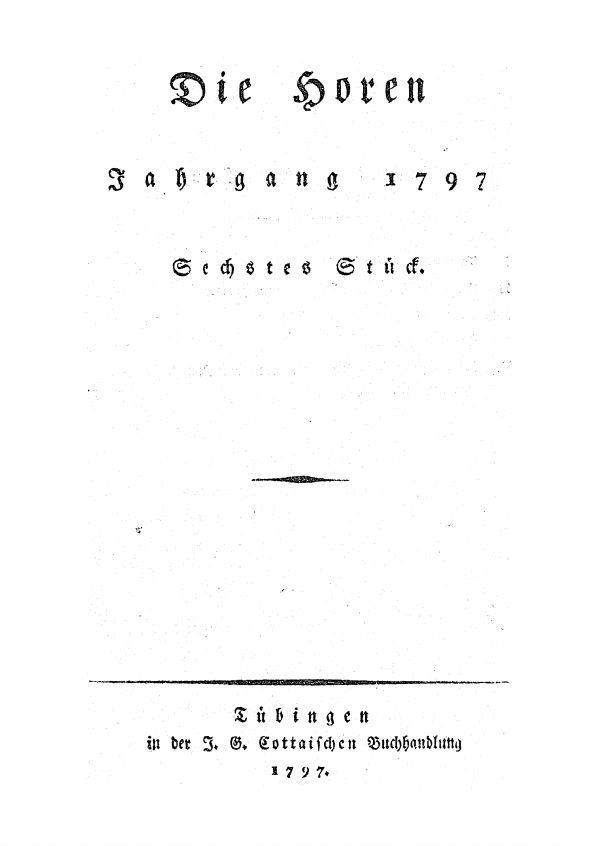
Titelseite
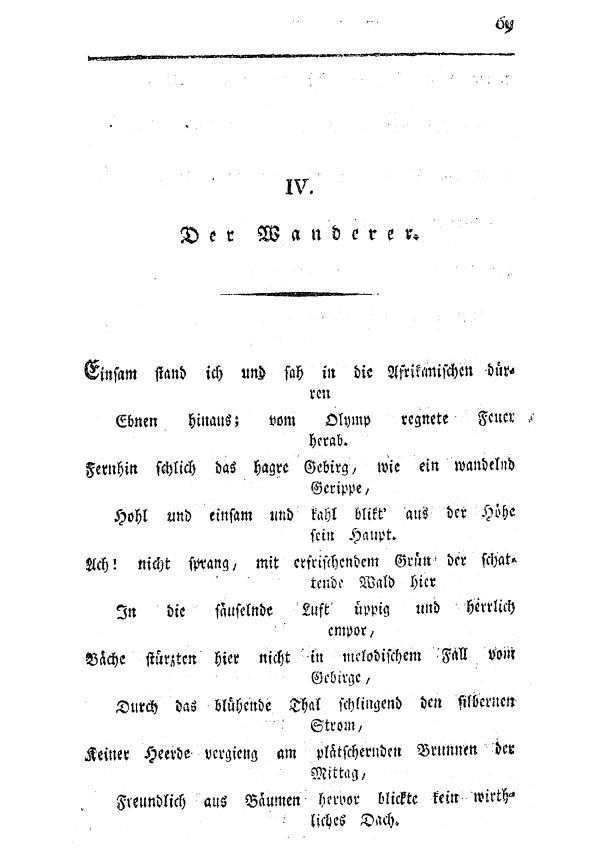
Anfang des Gedichts
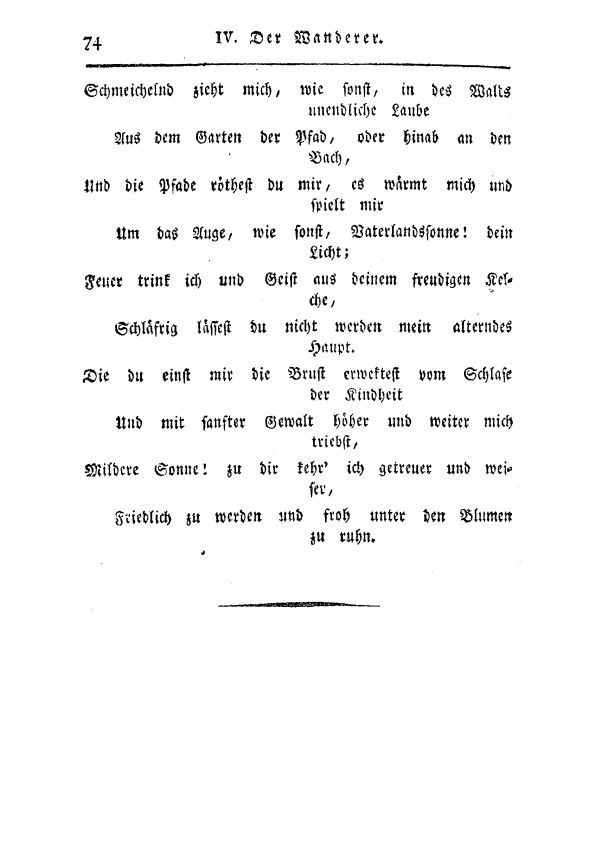
Ende des Gedichts

## Überlieferung
Weder zur ersten noch zur zweiten Fassung gibt es eine handschriftliche Druckvorlage. Hölderlins Entwürfe sind bei der Württembergischen Landesbibliothek als Digitalisate verfügbar.
- Von zwei Entwürfen zur ersten Fassung ist hier der Entwurf im Konvolut Cod.poet.et.phil.fol.63,I,3 der Württembergischen Landesbibliothek komplett wiedergegeben –  H2 nach der historisch-kritischen Stuttgarter Ausgabe der Werke Hölderlins von Friedrich Beissner, Adolf Beck und Ute Oelmann (* 1949). Im Cod.poet.et.phil.fol.63,I,3 stehen auf Blatt 2 die letzten Verse (23–52) von An den Aether und die ersten vier Verse des Wanderers, auf Blatt 3 bis 6 die Fortsetzung des Wanderers, auf Blatt 7 die letzten sechs Verse des Wanderers und das Oden-Bruchstück Buonaparte.

- Von zwei Entwürfen zur zweiten Fassung ist hier der Anfang des Entwurfs im Konvolut Cod.poet.et.phil.fol.63,I,6 der Württembergischen Landesbibliothek wiedergegeben –  H3 nach der Stuttgarter Ausgabe.

Die folgenden Texte sind der Stuttgarter Ausgabe  entnommen. Sie weichen von den Horen und der Flora nur darin ab, dass Beissner Hölderlins vermutliche originale Schreibweise zu rekonstruieren versuchte. So druckt Beissner Vers 10 der ersten Fassung „Freundlich aus Bäumen hervor blikte kein wirthliches Dach“ statt wie die Horen „Freundlich aus Bäumen hervor blickte kein wirthliches Dach“. Die historisch-kritische Frankfurter Ausgabe von Dietrich Sattler und die neueren „Leseausgaben“ von Jochen Schmidt und Michael Knaupp bieten wieder etwas andere Versionen.

## Erste Fassung

### Entstehung
Hölderlin schrieb das Gedicht in Frankfurt am Main. Im Januar 1796 hatte er dort eine Stelle als Hauslehrer in der Familie Jakob Friedrich Gontard-Borkensteins (1764–1843) angetreten, wo er Susette Gontard kennengelernt hatte, seine Diotima. Im April 1797 war der erste Band seines Hyperion erschienen. Im selben Monat schrieb er seiner Schwester Maria Eleonora Heinrike (1772–1850):

„Nächster Woche ziehn wir wahrscheinlich in ein Landhaus bei der Stadt, das HE. Gontard gemiethet hat. Das Haus selbst ist treflich gemacht und man wohnt mitten im Grünen, am Garten unter Wiesen, hat Kastanienbäume um sich herum und Pappeln, und reiche Obstgärten und die herrliche Aussicht aufs Gebirg. Je älter ich werde, ein desto größer Kind bin ich mit dem Frühlinge, wie ich sehe. Ich will mich noch aus allen Herzenskräften an ihm freuen. <...> Wenn Du ein Buch findst, Hyperion betitelt, so thue mir den Gefallen und lies es bei Gelegenheit. Es ist auch ein Theil von mir.“

 Das „Landhaus“ war vermutlich der Adlerflychtsche Hof nördlich der Stadt.

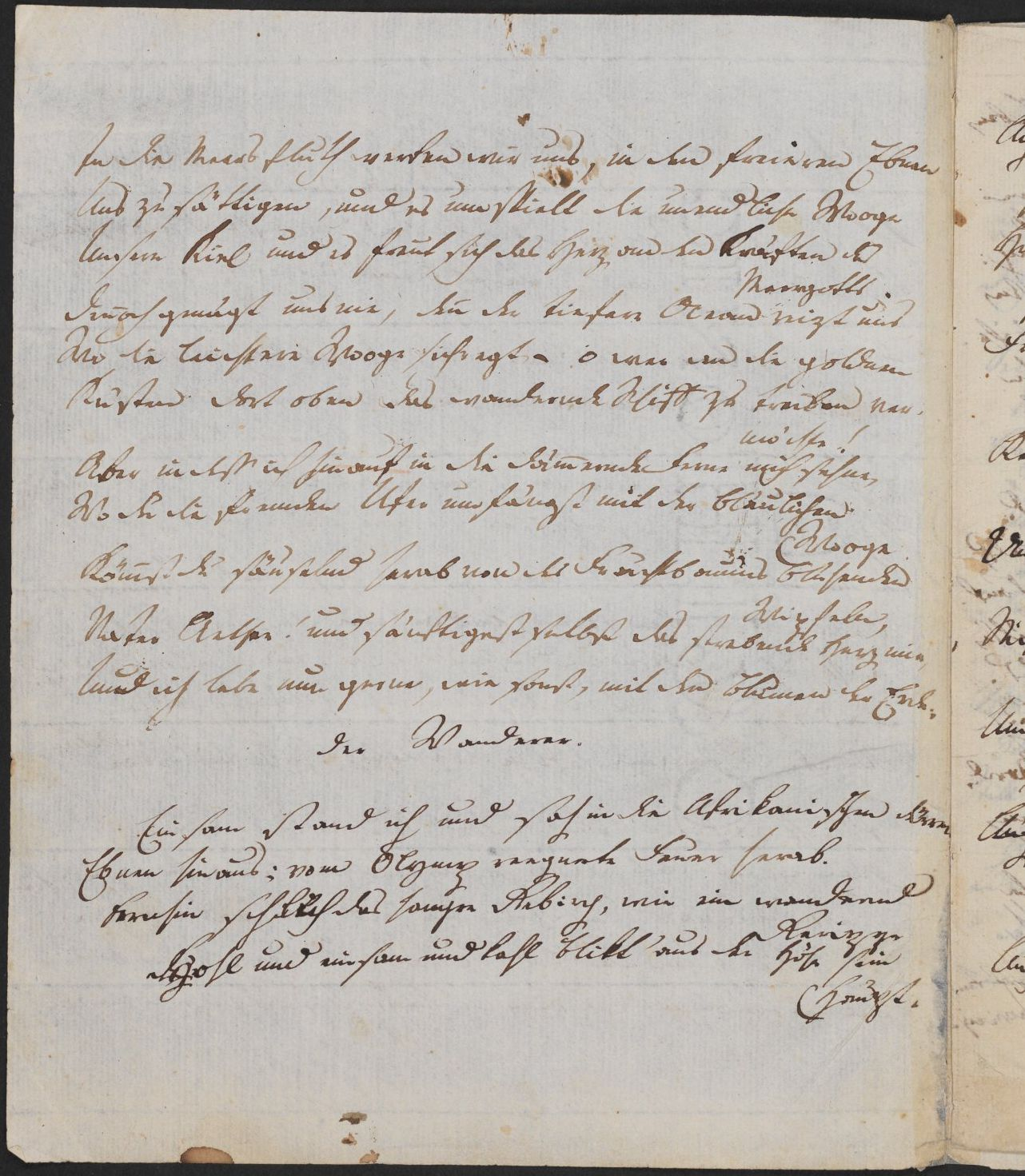
H^{2} Vers 1 „Einsam stand ich“ bis 4 „Hohl und einsam“

Am 20. Juni schickte Hölderlin ein Exemplar des Hyperion mit Reinschriften der Gedichte An den Aether und Der Wanderer an Friedrich Schiller:

„Mein Brief, und was er enthält, käme nicht so spät, wenn ich gewisser wäre, von dem Empfang, dessen Sie mich würdigen werden. Ich habe Muth und eignes Urtheil genug, um mich von andern Kunstrichtern und Meistern unabhängig zu machen, und insofern mit der so nötigen Ruhe meinen Gang zu gehen, aber von ihnen dependir’ ich unüberwindlich. <...> Ich nehme mir die Freiheit, Ihnen den ersten Band meines Hyperion beizulegen. Sie haben sich des Büchleins angenommen. <...> Möchten die Gedichte, die ich beilege, doch einer Stelle in Ihrem Musenallmanache gewürdigt werden können!“

Schiller sandte die Gedichte am 27. Juni an Goethe. Er selber habe „ueber Produkte in dieser Manier <...> kein reines Urtheil“. Goethe antwortete tags darauf:

„Denen beyden mir überschickten Gedichten, die hier zurück kommen, bin ich nicht ganz ungünstig und sie werden im Publico gewiß Freunde finden. Freylich ist die Afrikanische Wüste und der Nordpol weder durch sinnliches noch durch inneres Anschauen gemahlt, vielmehr sind sie beyde durch Negationen dargestellt, da sie denn nicht, wie die Absicht doch ist, mit dem hinteren deutsch-lieblichen Bilde genugsam contrastiren. So sieht auch das andere Gedicht mehr naturhistorisch als poetisch aus, und erinnert einen an die Gemählde wo sich die Thiere alle um Adam im Paradiese versammeln. Beyde Gedichte drücken ein sanftes, in Genügsamkeit sich auflösendes Streben aus. Der Dichter hat einen heitern Blick über die Natur, mit der er doch nur durch Überlieferung bekannt zu seyn scheint. Einige lebhafte Bilder überraschen, ob ich gleich den quellenden Wald, als negierendes Bild gegen die Wüste, nicht gern stehen sehe. In einzelnen Ausdrücken wie im Versmaß wäre noch hie und da einiges zu thun.
Ehe man noch mehreres von dem Verfasser gesehn hätte, daß man wüßte ob er noch andere Moyens und Talent in anderen Versarten hat, wüßte ich nicht was ihm zu rathen wäre. Ich möchte sagen in beyden Gedichten sind gute Ingredienzien zu einem Dichter, die aber allein keinen Dichter machen. Vielleicht thäte er am besten, wenn er einmal ein ganz einfaches Idyllisches Factum wählte und es darstellte, so könnte man eher sehen wie es ihm mit der Menschenmahlerey gelänge, worauf doch am Ende alles ankommt. Ich sollte denken, der Ätherwürde nicht übel im Almanach und der Wanderergelegentlich ganz gut in den Horen stehen.“

Schiller informierte Hölderlin in einem verlorenen Brief, dass er die beiden Gedichte drucken lassen werde. Hölderlin dankte Anfang August überschwänglich, nicht wissend, dass sich Schiller und Goethe im vertraulichen Austausch sehr bedenklich über ihn äußerten:

„Ihr Brief wird mir unvergeßlich seyn, edler Man! Er hat mir neues Leben gegeben. Ich fühle tief, wie treffend Sie meine wahrsten Bedürfnisse beurtheilt haben.“

 Wirklich kam An den Aether 1798 in Schillers Musen-Almanach, Der Wanderer 1797 in Schillers Horen. Der gelösten, glücklichen Stimmung des April, Mai und Juni 1797 folgte aber schon im Juli eine Krise, ausgelöst vielleicht durch eine Hochzeit im Hause Gontard, die Hölderlin seine Abhängigkeit als Hauslehrer, die Hoffnungslosigkeit seiner Liebe zu Susette Gontard und seine Heimatlosigkeit bewusst machte.

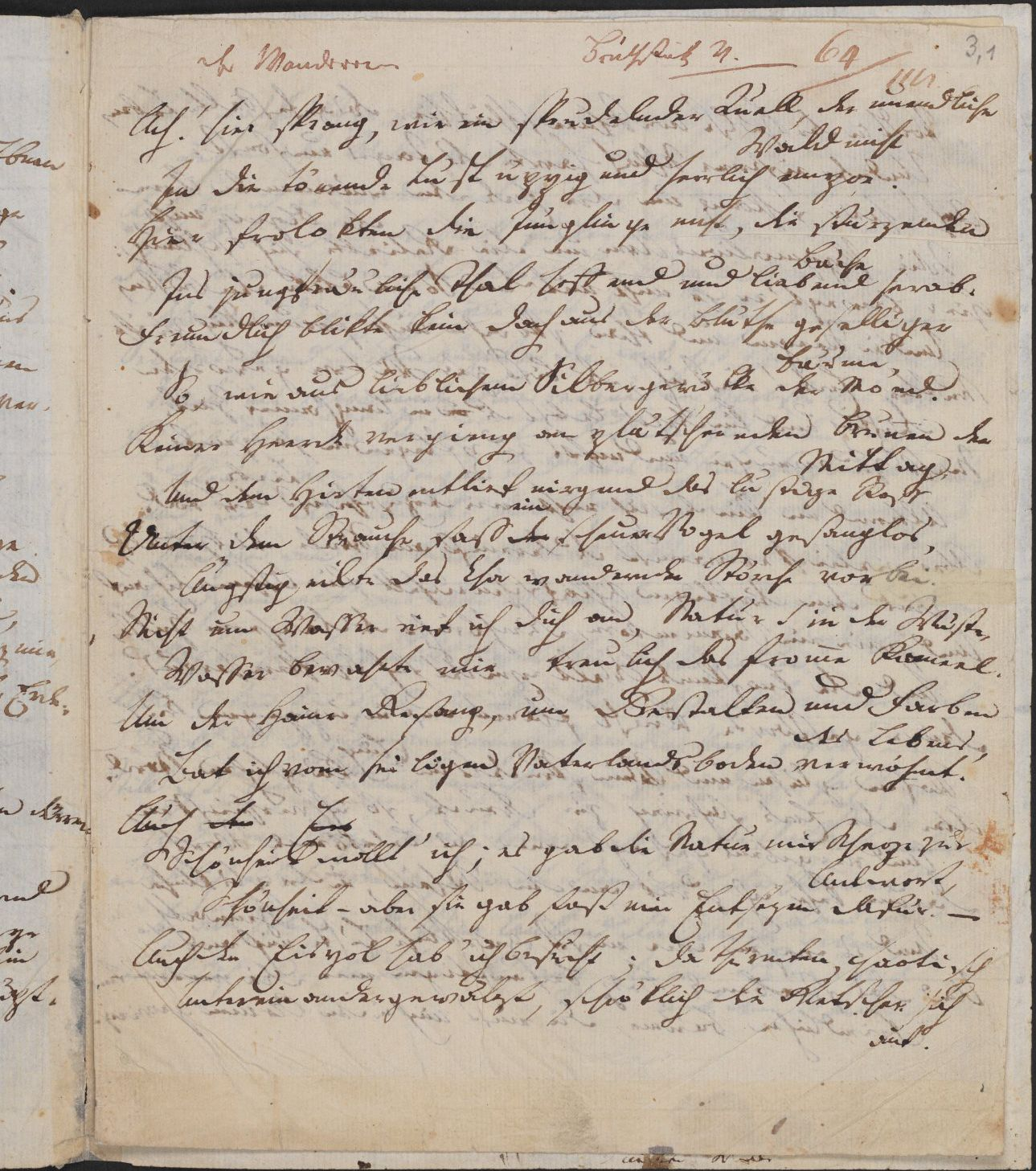
H^{2} Vers 5 „Ach! hier sprang“ bis 20 „Untereinandergewälzt, schröklich“; zwei überzählige Verse

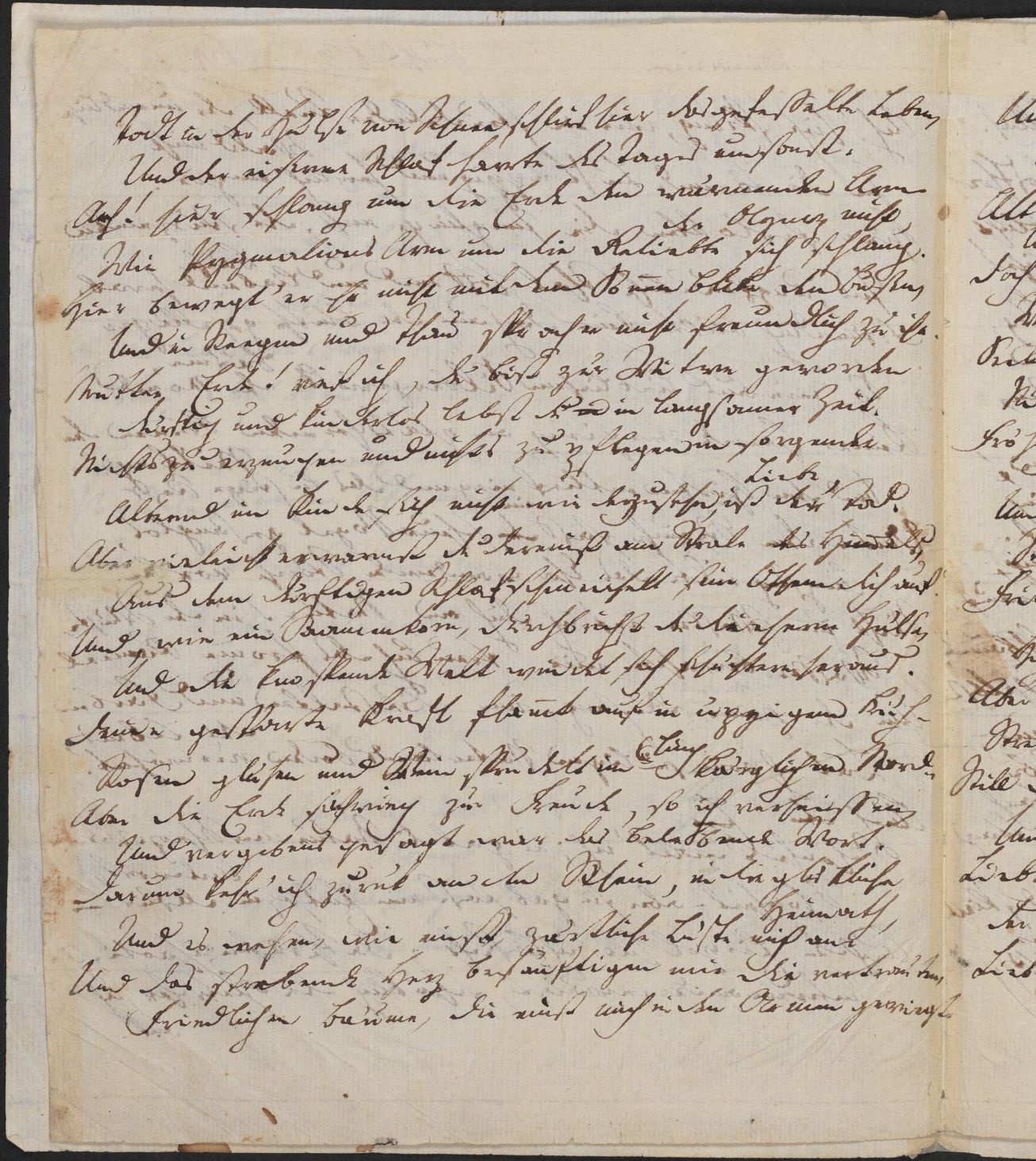
H^{2} Vers 21 „Todt in der Hülse“ bis 40 „Friedlichen Bäume“; zwei überzählige Verse

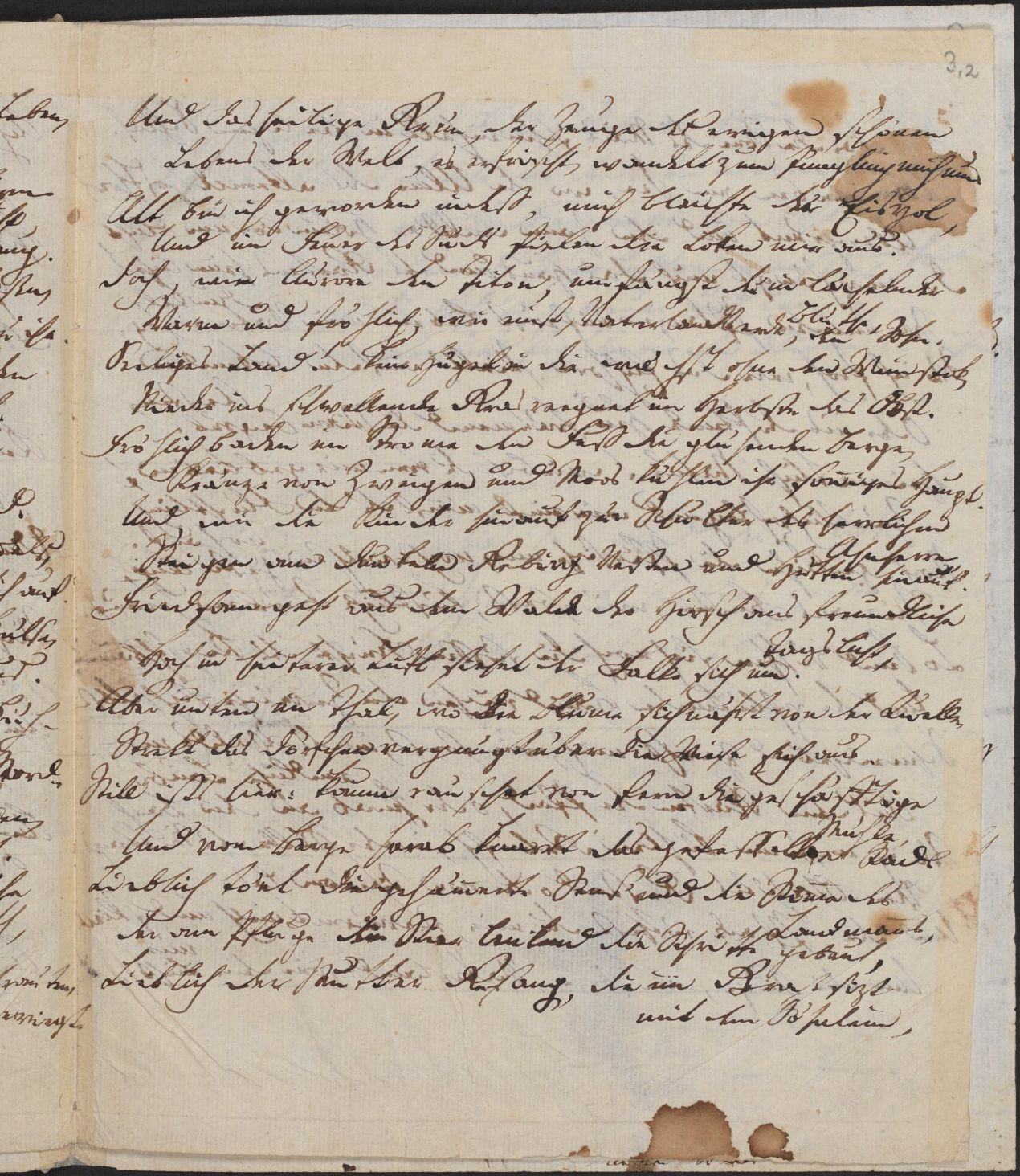
H^{2} Vers 41 „Und das heilige Grün“ bis 61 „Lieblich der Mutter Gesang“

### Text und Interpretation
Die Horen-Fassung des Gedichts umfasst 42 Distichen, also 84 Verse. Darin folgt ihr die Stuttgarter Ausgabe. Die hier wiedergegebene Handschrift H2 zählt dagegen 90 Verse. Dem folgt zum Beispiel die Ausgabe von Michael Knaupp. Die Horen-Fassung ist nicht in Strophen gegliedert, ebenso wenig die Ausgabe von Knaupp. Die Stuttgarter Ausgabe gliedert in zwei Strophen zu je 18 und eine zu 48 Versen.
Friedrich Schiller hat vermutlich Hölderlins Text für die Horen bearbeitet. Ein Beispiel ist Vers 5 „Ach! nicht sprang, mit erfrischendem Grün der schattende Wald hier“. Goethe hat hier, wie aus dem oben zitierten Brief an Schiller hervorgeht, den Ausdruck „der quellende Wald“ gelesen und bemängelt, und Schiller hat entsprechend geändert.
00000000000000000000000Der Wanderer

0000Einsam stand ich und sah in die Afrikanischen dürren

000000Ebnen hinaus; vom Olymp reegnete Feuer herab.

0000Fernhin schlich das haagre Gebirg, wie ein wandelnd Gerippe,

000000Hohl und einsam und kahl blikt’ aus der Höhe sein Haupt.

0050Ach! nicht sprang, mit erfrischendem Grün der schattende Wald hier

000000In die säuselnde Luft üppig und herrlich empor,

0000Bäche stürzten hier nicht in melodischem Fall vom Gebirge,

000000Durch das blühende Thal schlingend den silbernen Strom,

0000Keiner Heerde vergieng am plätschernden Brunnen der Mittag,

010000Freundlich aus Bäumen hervor blikte kein wirthliches Dach.

0000Unter dem Strauche saß ein ernster Vogel gesanglos,

000000Ängstig und eilend flohn wandernde Störche vorbei.

0000Nicht um Wasser rief ich dich an, Natur! in der Wüste,

000000Wasser bewahrte mir treulich das fromme Kameel.

0150Um der Haine Gesang, um Gestalten und Farben des Lebens

000000Bat ich, vom lieblichen Glanz heimischer Fluren verwöhnt.

0000Aber ich bat umsonst; du erschienst mir feurig und herrlich,

000000Aber ich hatte dich einst göttlicher, schöner gesehn.

0000Auch den Eispol hab’ ich besucht; wie ein starrendes Chaos

020000Thürmte das Meer sich da schröklich zum Himmel empor.

0000Todt in der Hülse von Schnee schlief hier das gefesselte Leben,

000000Und der eiserne Schlaf harrte des Tages umsonst.

0000Ach! nicht schlang um die Erde den wärmenden Arm der Olymp hier,

000000Wie Pygmalions Arm um die Geliebte sich schlang.

0250Hier bewegt’ er ihr nicht mit dem Sonnenblike den Busen,

000000Und in Reegen und Thau sprach er nicht freundlich zu ihr.

0000Mutter Erde! rief ich, du bist zur Witwe geworden,

000000Dürftig und kinderlos lebst du in langsamer Zeit.

0000Nichts zu erzeugen und nichts zu pflegen in sorgender Liebe,

030000Alternd im Kinde sich nicht wiederzusehn, ist der Tod.

0000Aber vieleicht erwarmst du dereinst am Strale des Himmels,

000000Aus dem dürftigen Schlaf schmeichelt sein Othem dich auf;

0000Und, wie ein Samenkorn, durchbrichst du die eherne Hülse,

000000Und die knospende Welt windet sich schüchtern heraus.

0350Deine gesparte Kraft flammt auf in üppigem Frühling,

000000Rosen glühen und Wein sprudelt im kärglichen Nord.
Die beiden Strophen sind parallel komponiert. Nicht nur die Verszahlen sind identisch. In der jeweils ersten Zeile blickt das „Ich“ auf ein extremes, erbarmungsloses Klima, die „Afrikanischen dürren Ebnen“ und den „Eispol“. In der ersten Strophe folgen der Glutregen der Sonne und das „haagre“ Gebirge, dessen kahle Höhe wie ein Totenschädel „hohl“ blickt. Das Leben scheint verbrannt. In der zweiten Strophe folgen die chaotisch aus dem Meer zum Himmel starrenden Eistürme. Leben war hier nie. In gleicher Weise setzen die jeweils fünften Verse ein, einen Reim bildend, „Ach! nicht sprang“ (Vers 5), „Ach! nicht schlang“ (Vers 23).
In der ersten Strophe rettet sich das Ich in die Erinnerung an eine glücklichere Welt, deren Gegenstände es wie in einem Rausch aufgreift, erfrischendes Grün, schattender Wald, plätschernder Brunnen, wirtliches Dach. Dann aber erblickt es den Vogel, das einzig Lebendige, das diesem Raum eigen ist, „das doch in seiner trostlosen Apathie (ernst, gesanglos) sich selbst verneint“. Es bittet die „Natur“ (Vers 13) nicht um Wasser, sondern um den „Glanz heimischer Fluren“ – aber es bittet umsonst (Vers 17).
In der zweiten Strophe, der Eiswelt vor jedem Leben, rettet sich das Ich in den Gedanken an den griechischen Mythos der Zeugung durch den „Olymp“ und die Erde (Vers 23) – „Olymp“ metonym für den „Himmel“ und so schon in Vers 2 gebraucht. Blieb die Anrufung der „Natur“ in der ersten Strophe (Vers 13) vergeblich, so folgt der Anrufung der „Mutter Erde“ in der zweiten Strophe (Vers 27) Hoffnung: auf ein Erwachen aus dem „Tod“ (Vers 30), ein Leben im Rhythmus von üppigem Frühling, einem Sommer mit Rosen und einem Herbst mit reicher Weinlese (Vers 35–36.)
Die gemeinsame Konzeption der beiden Strophen geht schon aus einer frühen Version des ersten Distichons hervor, aus der hier nicht wiedergegebenen Handschrift H1: „Süd und Nord ist in mir. Mich erhizt der Aegyptische Sommer / Und der Winter des Pols tödtet das Leben in mir“. Maria Behre hat „Süd und Nord ist in mir“ als das erste Keimwort zu dem Gedicht bezeichnet. Nach dem Mitherausgeber der Frankfurter Ausgabe Wolfram Groddeck sind die kontrastierenden Landschaften „Allegorien einer inneren Disposition des poetischen Subjekts“.

0000Aber jezt kehr’ ich zurük an den Rhein, in die glükliche Heimath,

000000Und es wehen, wie einst, zärtliche Lüfte mich an.

0000Und das strebende Herz besänftigen mir die vertrauten

040000Friedlichen Bäume, die einst mich in den Armen gewiegt,

0000Und das heilige Grün, der Zeuge des ewigen, schönen

000000Lebens der Welt, es erfrischt, wandelt zum Jüngling mich um.

0000Alt bin ich geworden indeß, mich blaichte der Eispol,

000000Und im Feuer des Süds fielen die Loken mir aus.

0450Doch, wie Aurora den Tithon, umfängst du in lächelnder Blüthe

000000Warm und fröhlich, wie einst, Vaterlandserde, den Sohn.

0000Seeliges Land! kein Hügel in dir wächst ohne den Weinstok,

000000Nieder ins schwellende Gras reegnet im Herbste das Obst.

0000Fröhlich baden im Strome den Fuß die glühenden Berge,

050000Kränze von Zweigen und Moos kühlen ihr sonniges Haupt.

0000Und, wie die Kinder hinauf zur Schulter des herrlichen Ahnherrn,

000000Steigen am dunkeln Gebirg Vesten und Hütten hinauf.

0000Friedsam geht aus dem Walde der Hirsch ans freundliche Tagslicht;

000000Hoch in heiterer Luft siehet der Falke sich um.

0550Aber unten im Thal, wo die Blume sich nährt von der Quelle,

000000Strekt das Dörfchen vergnügt über die Wiese sich aus.

0000Still ists hier: kaum rauschet von fern die geschäfftige Mühle,

000000Und vom Berge herab knarrt das gefesselte Rad.

0000Lieblich tönt die gehämmerte Sens’ und die Stimme des Landmanns,

060000Der am Pfluge dem Stier lenkend die Schritte gebeut,

0000Lieblich der Mutter Gesang, die im Grase sitzt mit dem Söhnlein

000000Das die Sonne des Mais schmeichelt in lächelnden Schlaf.

0000Aber drüben am See, wo die Ulme das alternde Hofthor

000000Übergrünt und den Zaun wilder Holunder umblüht,

0650Da empfängt mich das Haus und des Gartens heimliches Dunkel,

000000Wo mit den Pflanzen mich einst liebend mein Vater erzog,

0000Wo ich froh, wie das Eichhorn, spielt’ auf den lispelnden Ästen,

000000Oder in’s duftende Heu träumend die Stirne verbarg.

0000Heimathliche Natur! wie bist du treu mir geblieben!

070000Zärtlichpflegend, wie einst, nimmst du den Flüchtling noch auf.

0000Noch gedeihn die Pfirsiche mir, noch wachsen gefällig

000000Mir an’s Fenster, wie sonst, köstliche Trauben herauf.

0000Lokend röthen sich noch die süßen Früchte des Kirschbaums,

000000Und der pflükenden Hand reichen die Zweige sich selbst.

0750Schmeichelnd zieht mich, wie sonst, in des Walds unendliche Laube

000000Aus dem Garten der Pfad, oder hinab an den Bach,

0000Und die Pfade röthest du mir, es wärmt mich und spielt mir

000000Um das Auge, wie sonst, Vaterlandssonne! dein Licht;

0000Feuer trink ich und Geist aus deinem freudigen Kelche,

080000Schläfrig lässest du nicht werden mein alterndes Haupt.

0000Die du einst mir die Brust erwektest vom Schlafe der Kindheit

000000Und mit sanfter Gewalt höher und weiter mich triebst,

0000Mildere Sonne! zu dir kehr’ ich getreuer und weiser,

000000Friedlich zu werden und froh unter den Blumen zu ruhn.

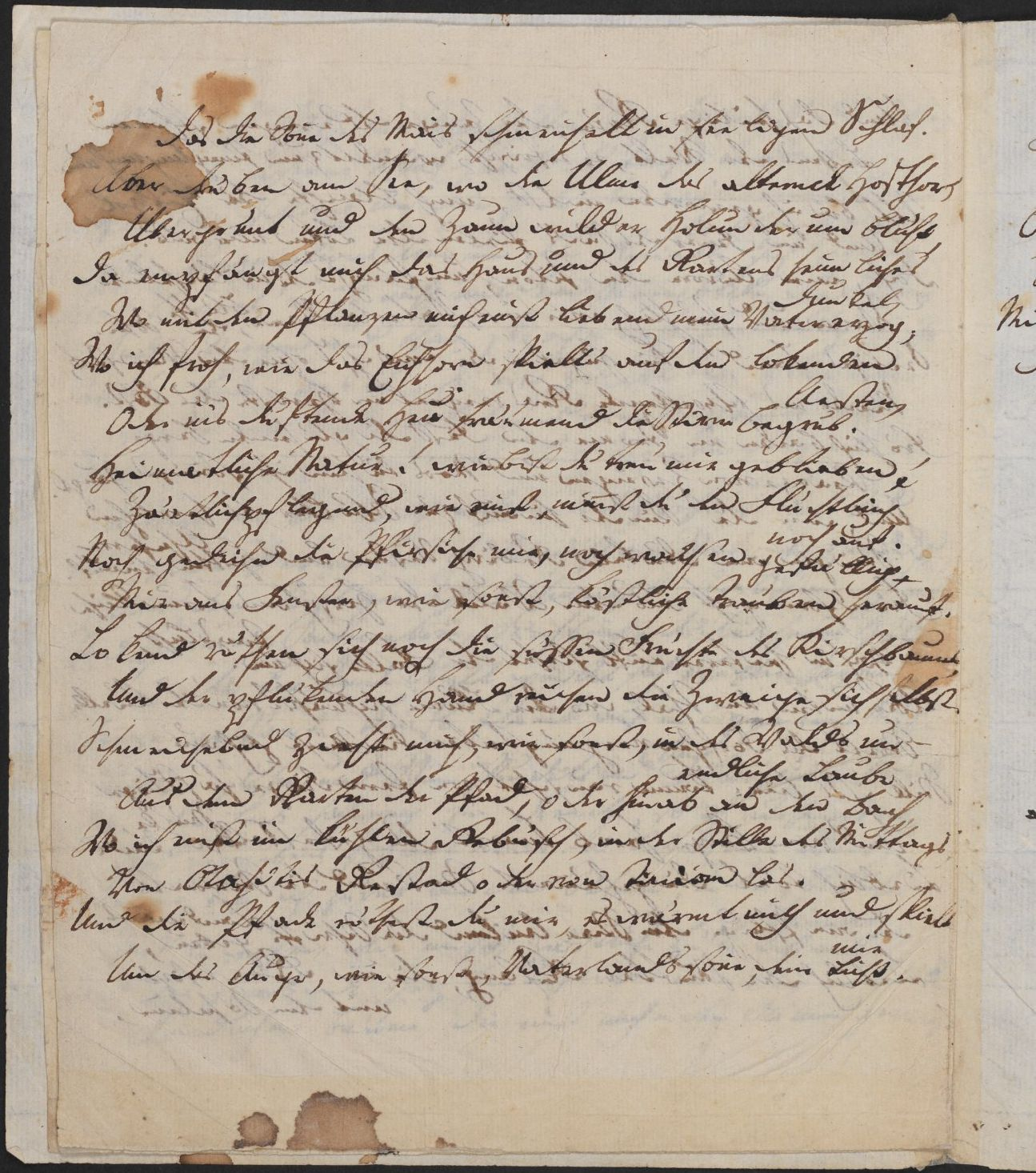
H^{2} Vers 62 „Das die Sonne des Mais“ bis 78 „Um das Auge“; zwei überzählige Verse

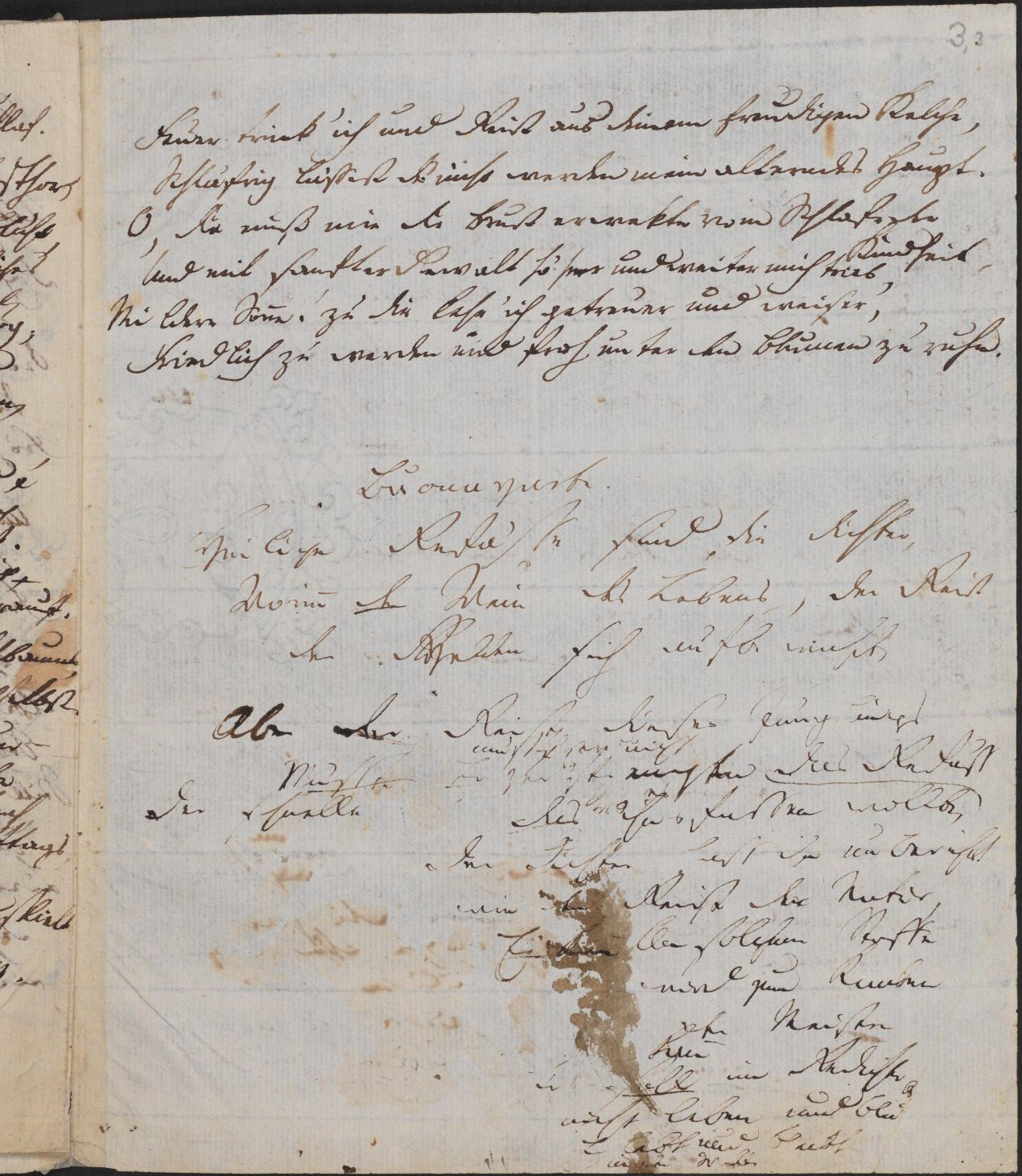
H^{2} Vers 79 „Feuer trink’ ich“ bis 84 „Friedlich zu werden“

Nach der Hoffnung am Ende der zweiten Strophe leitet das stark betonte „Aber“ (Vers 37) den zweiten Teil des Gedichts ein, die Erfüllung der Hoffnung, die Wiederbegegnung mit der Heimat. Zum ersten Mal, schreibt Andreas Müller, benutze Hölderlin hier die Vokabel „Rhein“ in einem Gedicht, noch nicht als mythische Figur, „Halbgott“, wie in der Hymne Der Rhein, aber als „Träger eines warmen Glücksgefühls“. Haben auch Eis und Feuer ihre Spuren hinterlassen (Vers 43, 44), das „Ich“ weiß sich in Liebe – der Dichter schmückt diese Aussage mit dem Hinweis auf die antike Liebesgeschichte von Aurora und Tithonos – und „in lächelnder Blüthe“ umfangen von der „Vaterlandserde“ (Vers 45–46).
„Seeliges Land!“ (Vers 47) wird nun die Heimat gepriesen. Zunächst überschaut der Blick von der Höhe des Feldbergs im Taunus die Landschaft im Ganzen, die Weinhügel, den Strom und die „Vesten“ – Burgen – „am dunkeln Gebirg“ (Vers 52). So hat Hölderlin sie bei einem Ausflug mit seinem Freund Isaac von Sinclair in den Taunus im April 1797 gesehen: „Tags darauf gieng es von Homburg auf das Gebirge der Gegend, von dessen Spize wir viele Meilen hinauf den königlichen Rhein und seinen kleinern Bruder, den Main und die grünen unendlichen Ebenen sahn, die zwischen den beeden Strömen liegen, und Frankfurt mit den lieblichen Dörfern und Wäldchen die drum herum liegen, und das stolzere Mainz und die herrlichen Fernen.“ Dann erfasst das Auge Einzelnes von „Hoch in heiterer Luft“ bis „unten im Thal“ (Vers 54–55) und sammelt das Ohr vertraute Töne – einer Mühle, eines Wagens, des Schärfens einer Sense, menschlicher Stimmen (Vers 57–61), bis schließlich nach dem Ritardando von See, ulmenübergrüntem Hoftor und holunderumblühtem Zaun (Vers 63–64) der Wanderer am Ziel ist, zu Hause: „Da empfängt mich das Haus und des Gartens heimliches Dunkel, / Wo mit den Pflanzen mich einst liebend mein Vater erzog“ (Vers 65–66).
Mit dem Vers 47 entsprechenden Anruf „Heimatliche Natur! wie bist du treu mir geblieben!“ (Vers 69) „erhebt sich das Gedicht dann wieder <...> von der Benennung persönlicher Erinnerungen zur Anschauung <einer> allgemein und ewig zwischen Mensch und Narur seienden und wirkenden Verbundenheit empor“. Die Natur war treu und wird treu sein, wenn der Mensch ihr „getreuer und weiser“ (Vers 83) entgegenkommt. Diese „neue Ehe (Synthese)“ von Mensch und Natur wird nach Andreas Müller im Pentameter Vers 74 besonders deutlich, in dem das Gedicht gipfele: Der pflückenden Hand des Menschen reichen die Fruchtzweige der Natur „sich selbst“.
Insgesamt finde in der ersten Fassung der Mensch, nachdem er die schauervollsten Öden kennengelernt habe, die schöne Heimat und den Frieden seiner Seele wieder, gewinne, von quälenden Erinnerungen befreit, den Glauben an eine Versöhnung aller Widersprüche des Lebens zurück.

## Zweite Fassung

### Entstehung
Im Herbst 1798 kam es zum Bruch mit Jakob Friedrich Gontard. Hölderlin lebte anschließend im nahen Homburg. Am 8. Mai 1800 traf er beim Adlerflychtschen Hof Susette Gontard zum letzten Mal. Mitte Juni 1800 wanderte er über Nürtingen, wo die Mutter und die Schwester lebten, nach Stuttgart. Dort wohnte er bei dem befreundeten Kaufmann Christian Landauer (1769–1845), bis er im Januar 1801 eine neue Hauslehrerstelle bei dem Leinenfabrikanten Anton von Gonzenbach (1748–1819) in Hauptwil in der Schweiz antrat.

„der=
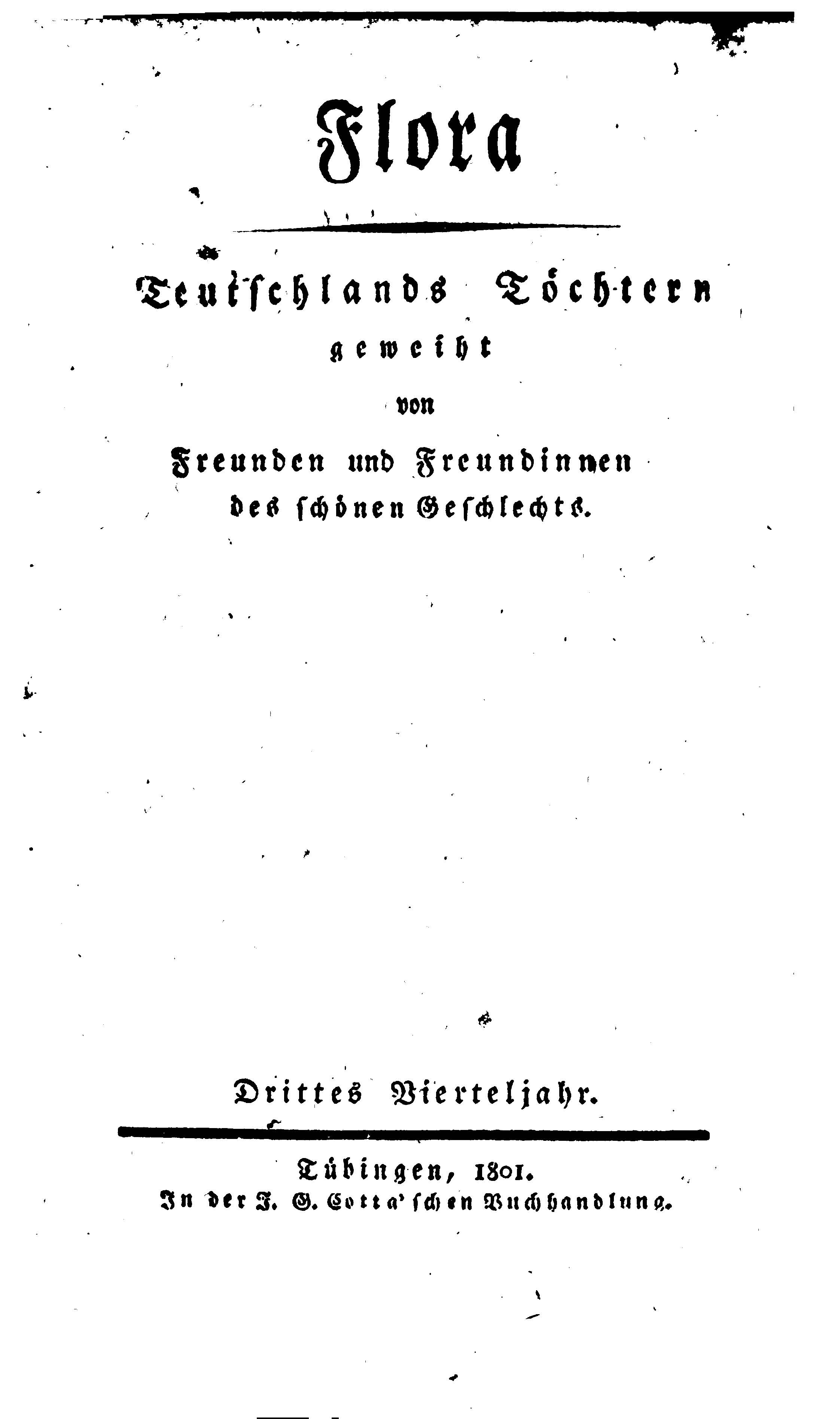
Titelseite
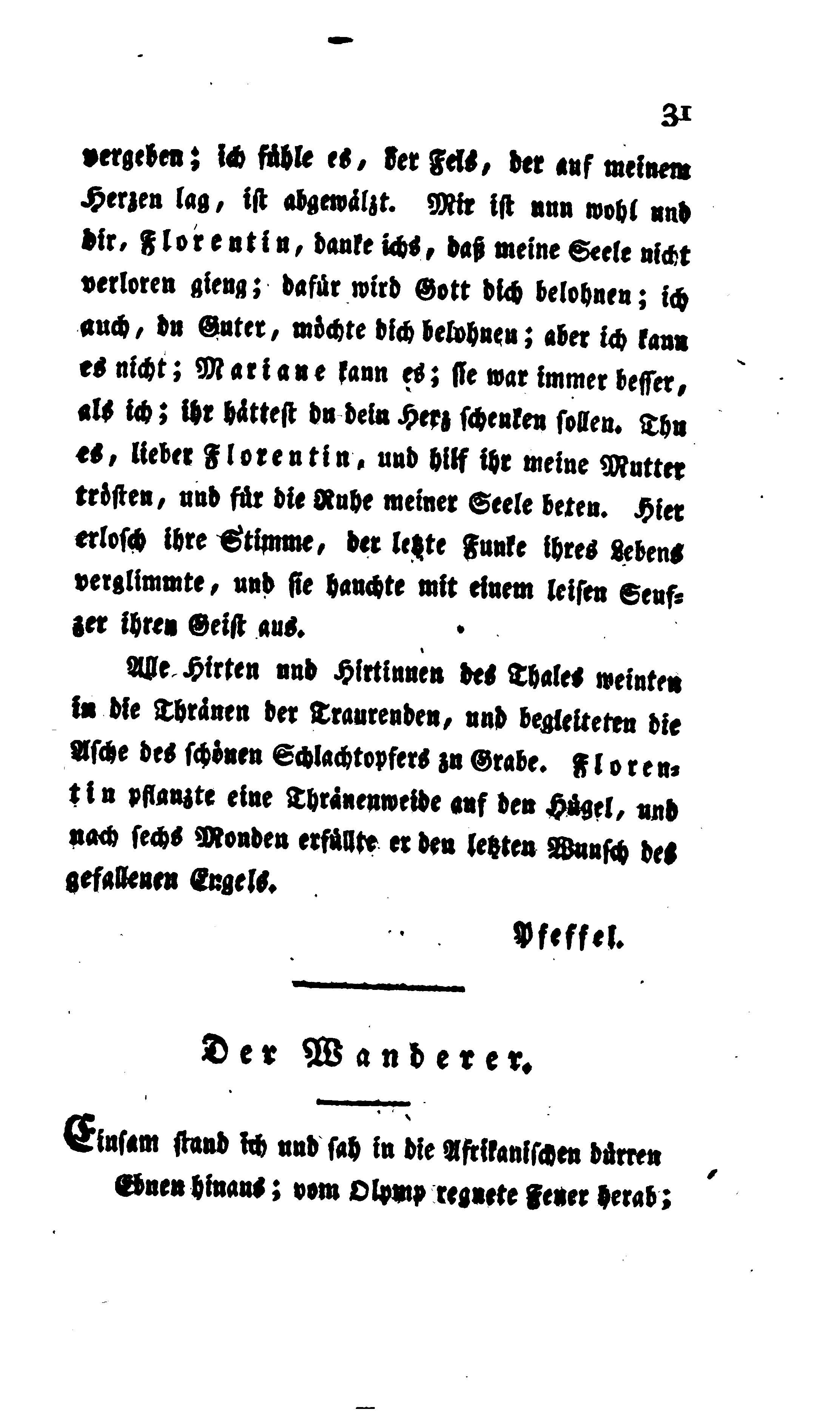
Seite 1 des Gedichts
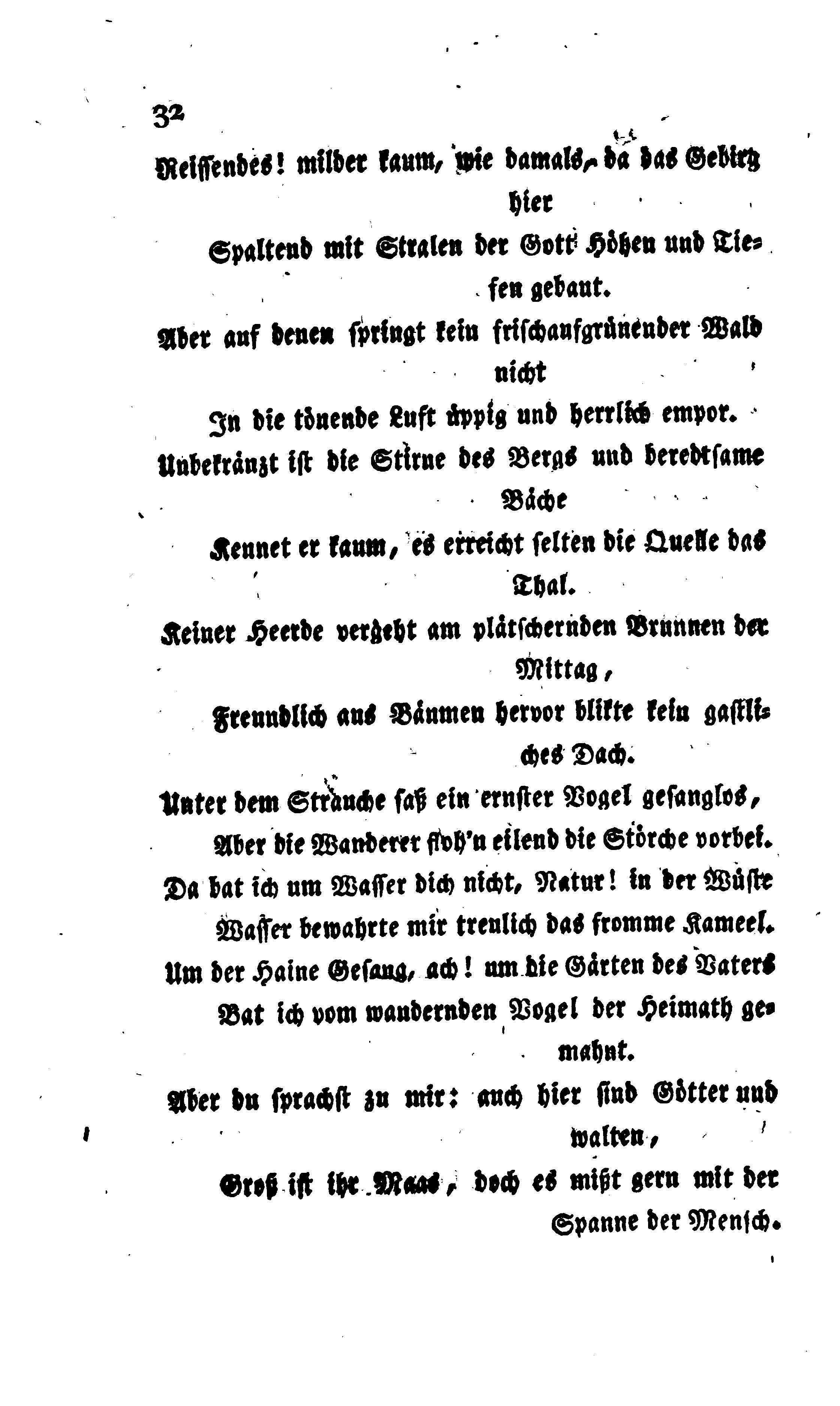
Seite 2 des Gedichts
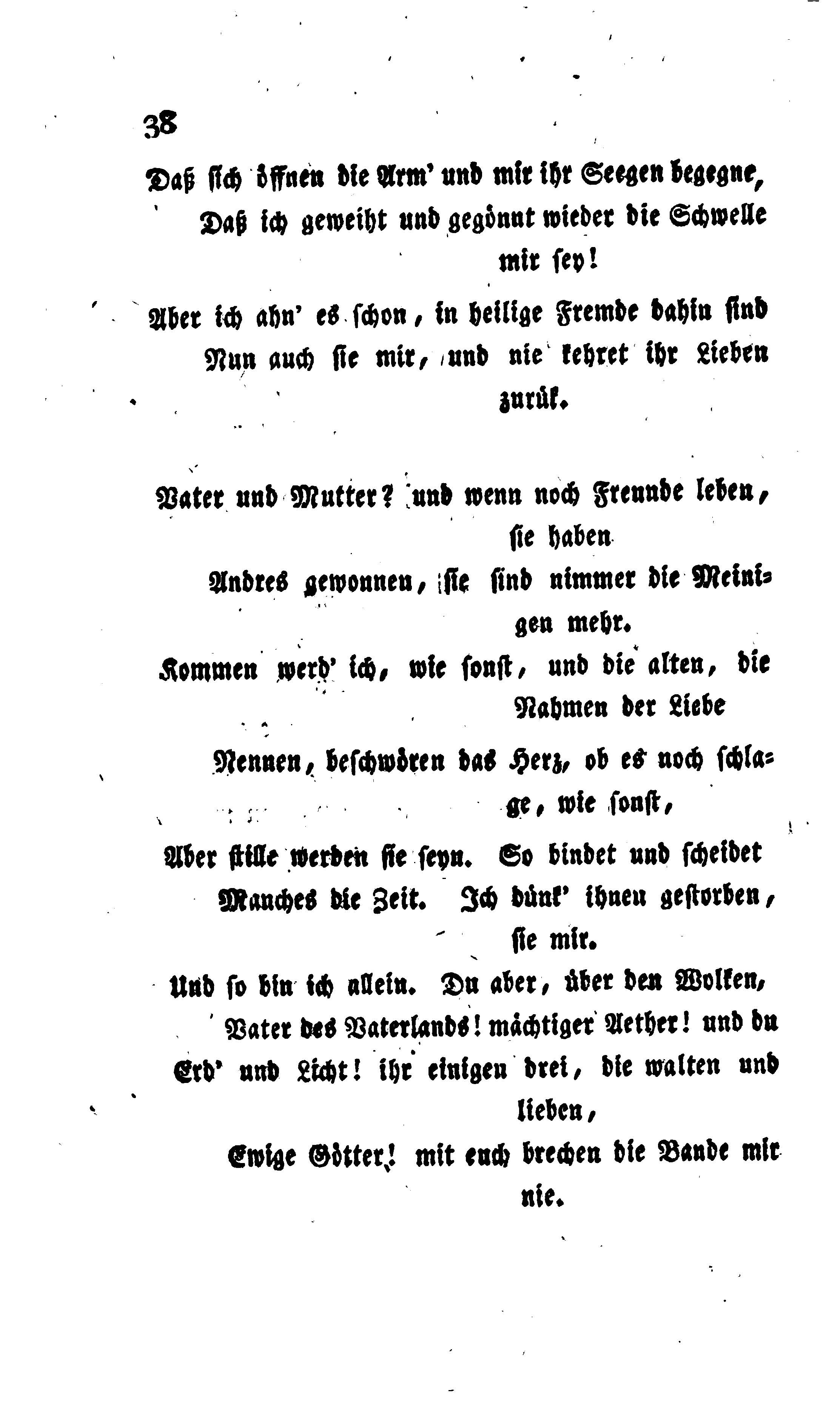
Seite 8 des Gedichts
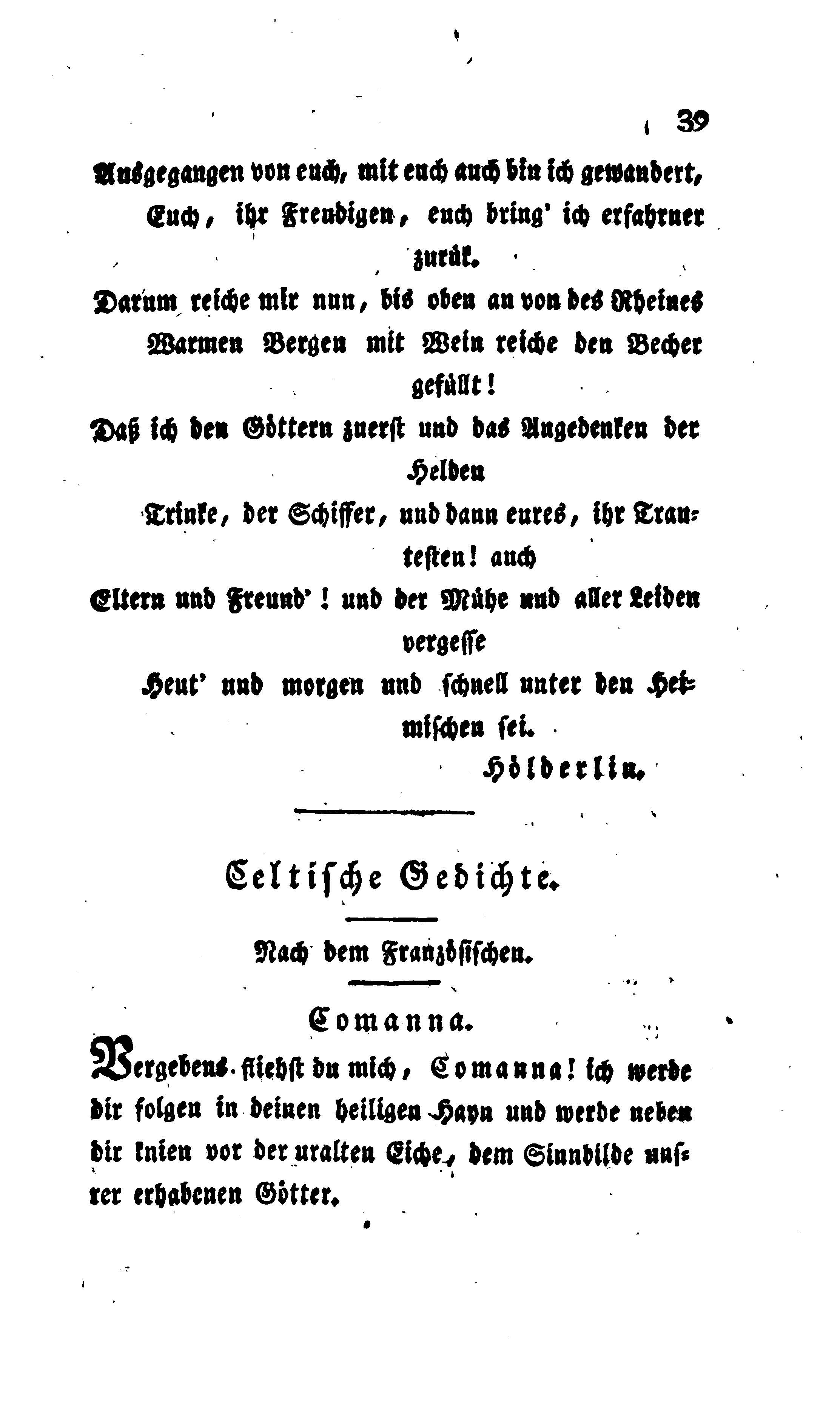
Seite 9 des Gedichts

Im Sommer 1800 in Stuttgart wandte er sich dem Gedicht wieder zu. Er kopierte die Fassung der Horen mit weitem Zeilenabstand und schrieb seine Änderungen bis Vers 81 dazwischen: Handschrift H3. Die Verse ab 82 schrieb er unabhängig von der Horen-Kopie neu. Daraus resultierte der Druck in der Flora.

### Text und Interpretation
Die Flora-Fassung des Gedichts ist länger. Sie umfasst 54 Distichen, also 108 Verse, und ist in sechs Strophen zu je 18 Versen gegliedert. Dem folgen alle Werk-Ausgaben Hölderlins, die für die zweite Fassung wenig divergieren.
Hölderlin gab den Strophen auch eine – im Druck verborgene – Binnengliederung. In H3 zog er unter jedes dritte Distichon am linken Rand einen Querstrich, dachte sich also jede Strophe aus 3 × 3 Distichen bestehend, drei Distichen-Triaden. Diese Struktur – sechs oder neun Strophen aus 3 × 3 Distichen – übernahm er auch für seine späteren Elegien wie Brod und Wein (neun Strophen) und Heimkunft (sechs Strophen). Zugunsten dieser Binnengliederung gab er die Parallelität der Komposition der beiden ersten Strophen mit den reimenden Anfängen der Verse 5 und 23 auf.
00000000000000000000000Der Wanderer

0000Einsam stand ich und sah in die Afrikanischen dürren

000000Ebnen hinaus; vom Olymp reegnete Feuer herab,

0000Reißendes! milder kaum, wie damals, da das Gebirg hier

000000Spaltend mit Stralen der Gott Höhen und Tiefen gebaut.

0050Aber auf denen springt kein frischaufgrünender Wald nicht

000000In die tönende Luft üppig und herrlich empor.

0000Unbekränzt ist die Stirne des Bergs und beredtsame Bäche

000000Kennet er kaum, es erreicht selten die Quelle das Thal.

0000Keiner Heerde vergeht am plätschernden Brunnen der Mittag,

010000Freundlich aus Bäumen hervor blikte kein gastliches Dach.

0000Unter dem Strauche saß ein ernster Vogel gesanglos,

000000Aber die Wanderer flohn eilend, die Störche, vorbei.

0000Da bat ich um Wasser dich nicht, Natur! in der Wüste,

000000Wasser bewahrte mir treulich das fromme Kameel.

0150Um der Haine Gesang, ach! um die Gärten des Vaters

000000Bat ich vom wandernden Vogel der Heimath gemahnt.

0000Aber du sprachst zu mir: Auch hier sind Götter und walten,

000000Groß ist ihr Maas, doch es mißt gern mit der Spanne der Mensch.

0000Und es trieb die Rede mich an, noch Andres zu suchen,

020000Fern zum nördlichen Pol kam ich in Schiffen herauf.

0000Still in der Hülse von Schnee schlief da das gefesselte Leben,

000000Und der eiserne Schlaf harrte seit Jahren des Tags.

0000Denn zu lang nicht schlang um die Erde den Arm der Olymp hier,

000000Wie Pygmalions Arm um die Geliebte sich schlang.

0250Hier bewegt’ er ihr nicht mit dem Sonnenblike den Busen,

000000Und in Reegen und Thau sprach er nicht freundlich zu ihr;

0000Und mich wunderte deß und thörig sprach ich: o Mutter

000000Erde, verlierst du denn immer, als Wittwe, die Zeit?

0000Nichts zu erzeugen ist ja und nichts zu pflegen in Liebe,

030000Alternd im Kinde sich nicht wieder zu sehn, wie der Tod.

0000Aber vieleicht erwarmst du dereinst am Strale des Himmels,

000000Aus dem dürftigen Schlaf schmeichelt sein Othem dich auf;

0000Daß, wie ein Saamkorn, du die eherne Schaale zersprengest,

000000Los sich reißt und das Licht grüßt die entbundene Welt,

0350All’ die gesammelte Kraft aufflammt in üppigem Frühling,

000000Rosen glühen und Wein sprudelt im kärglichen Nord.

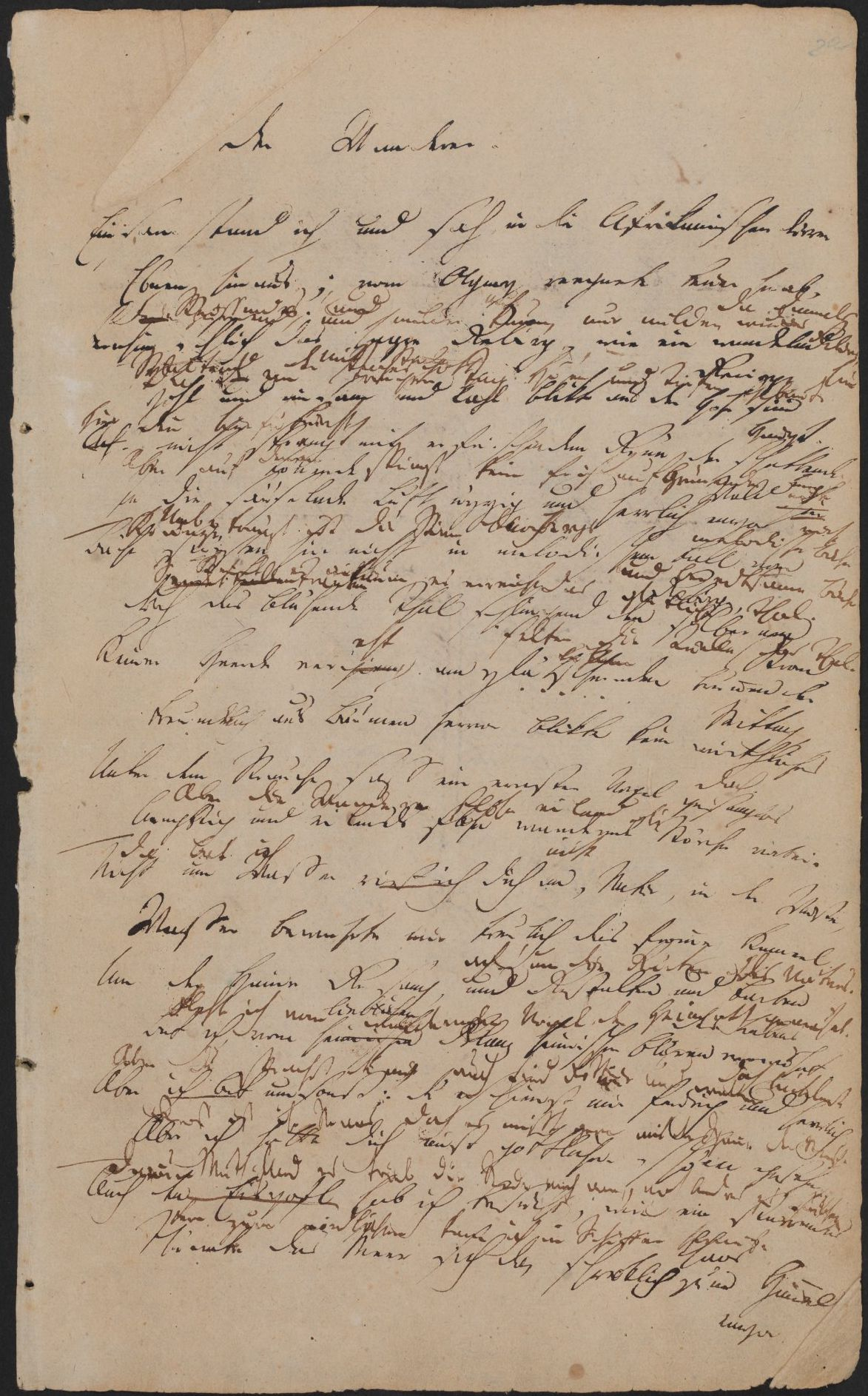
H^{3} Vers 1 „Einsam stand ich“ bis 20 „Fern zum nördlichen“; drei Querstriche links zur Triadenabgrenzung

Die zweite Fassung führt Gedanken über die erste hinaus ein. Das vom Olymp regnende Feuer weckt den Gedanken an eine „Weltenschöpfung im Chaos der Gebirgsentstehung“. Die „Natur“ (Vers 13) gibt auf die Bitte „um der Haine Gesang“ (Vers 15) eine Antwort, und zwar mit der aus der Antike stammenden, von Gotthold Ephraim Lessing als Motto über Nathan der Weise gesetzten Sentenz „Introite, nam et heic Dii sunt!“ – „auch hier sind Götter und walten“ (Vers 17), um fortzufahren „es mißt gern mit der Spanne der Mensch“ (Vers 18), angelehnt an Jesaja „Wer misst die Wasser mit der hohlen Hand, und wer bestimmt des Himmels Weite mit der Spanne?“ (Jes 40,12 ). Die Natur weist den Menschen auf seine Zeitdimension, die Handspanne hin. Dieser Gedanke macht die Frage „Mutter / Erde, verlierst du denn immer, als Wittwe, die Zeit?“ (Vers 27–28) besonders drängend.
0000Also sagt’ ich und jezt kehr’ ich an den Rhein, in die Heimath,

000000Zärtlich, wie vormals, weh’n Lüfte der Jugend mich an;

0000Und das strebende Herz besänftigen mir die vertrauten

040000Offnen Bäume, die einst mich in den Armen gewiegt,

0000Und das heilige Grün, der Zeuge des seeligen, tiefen

000000Lebens der Welt, es erfrischt, wandelt zum Jüngling mich um.

0000Alt bin ich geworden indeß, mich blaichte der Eispol,

000000Und im Feuer des Süds fielen die Loken mir aus.

0450Aber wenn einer auch am lezten der sterblichen Tage,

000000Fernher kommend und müd bis in die Seele noch jezt

0000Wiedersähe diß Land, noch Einmal müßte die Wang’ ihm

000000Blüh’n, und erloschen fast glänzte sein Auge noch auf.

0000Seeliges Thal des Rheins! kein Hügel ist ohne den Weinstok,

050000Und mit der Traube Laub Mauer und Garten bekränzt,

0000Und des heiligen Tranks sind voll im Strome die Schiffe,

000000Städt’ und Inseln sie sind trunken von Weinen und Obst.

0000Aber lächelnd und ernst ruht droben der Alte, der Taunus,

000000Und mit Eichen bekränzt neiget der Freie das Haupt.

0550Und jezt kommt vom Walde der Hirsch, aus Wolken das Tagslicht,

000000Hoch in heiterer Luft siehet der Falke sich um.

0000Aber unten im Thal, wo die Blume sich nähret von Quellen,

000000Strekt das Dörfchen bequem über die Wiese sich aus.

0000Still ists hier. Fern rauscht die immer geschäfftige Mühle

060000Aber das Neigen des Tags künden die Gloken mir an

0000Lieblich tönt die gehämmerte Sens’ und die Stimme des Landmanns,

000000Der heimkehrend dem Stier gerne die Schritte gebeut,

0000Lieblich der Mutter Gesang, die im Grase sitzt mit dem Söhnlein;

000000Satt vom Sehen entschliefs; aber die Wolken sind roth,

0650Und am glänzenden See, wo der Hain das offene Hoftor

000000Übergrünt und das Licht golden die Fenster umspielt,

0000Dort empfängt mich das Haus und des Gartens heimliches Dunkel,

000000Wo mit den Pflanzen mich einst liebend der Vater erzog;

0000Wo ich frei, wie Geflügelte, spielt’ auf luftigen Ästen,

070000Oder ins treue Blau blikte vom Gipfel des Hains.

0000Treu auch bist du von je, treu auch dem Flüchtlinge blieben,

000000Freundlich nimmst du, wie einst, Himmel der Heimath, mich auf.

0000Noch gedeihn die Pfirsiche mir, mich wundern die Blüthen,

000000Fast, wie die Bäume, steht herrlich mit Rosen der Strauch.

0750Schwer ist worden indeß von Früchten dunkel mein Kirschbaum,

000000Und der pflükenden Hand reichen die Zweige sich selbst.

0000Auch zum Walde zieht mich, wie sonst, in die freiere Laube

000000Aus dem Garten der Pfad oder hinab an den Bach,

0000Wo ich lag, und den Muth erfreut’ am Ruhme der Männer

080000Ahnender Schiffer; und das konnten die Sagen von euch,

0000Daß in die Meer’ ich fort, in die Wüsten mußt’, ihr Gewalt’gen!

000000Ach! indeß mich umsonst Vater und Mutter gesucht.

0000Aber wo sind sie? du schweigst? du zögerst? Hüter des Haußes!

000000Hab’ ich gezögert doch auch! habe die Schritte gezählt,

0850Da ich nahet’, und bin, gleich Pilgern, stille gestanden.

000000Aber gehe hinein, melde den Fremden, den Sohn,

0000Daß sich öffnen die Arm’ und mir ihr Seegen begegne,

000000Daß ich geweiht und gegönnt wieder die Schwelle mir sei!

0000Aber ich ahn’ es schon, in heilige Fremde dahin sind

090000Nun auch sie mir, und nie kehret ihr Lieben zurück.
Die dritte und vierte Strophe preisen wie die Verse 37 bis 70 der ersten Fassung die Heimat. Sie werden durch die Überleitungen „Also sagt’ ich“ Vers 37 und „Und jezt kommt“ Vers 55 deutlicher in eine Zeitenfolge gebracht. Noch zu Beginn der fünften Strophe beschreitet der Wanderer wie in Vers 71 bis 76 der ersten Fassung traumwandlerisch den Garten der Kindheit mit seinen Pfirsichen und Kirschen sowie den Pfad in den Wald und „hinab an den Bach“ (Vers 78). Während aber die erste Fassung dann befriedet schließt, bricht mit Vers 79 der zweiten Fassung Verstörendes ein. Als er jung an dem Bach lag, haben Sagen von Helden und Seefahrern ihn zum Aufbruch in die Wüste und das Eismeer, auch wohl „zur Versündigung gegen Liebesgebot und Sohnespflicht“ bewogen. Vater und Mutter haben ihn umsonst gesucht. Zögernd, die Schritte zählend (Vers 84), muss er sich eingestehen, dass damit Irreversibles geschehen ist: „und nie kehret ihr Lieben zurück“ (Vers 90) „Die Trennung erscheint als die wichtigste Erfahrung des Ichs; <die> Unwiderruflichkeit dieses Geschehens zeigt das Maß des menschlichen Lebens.“
0000Vater und Mutter? und wenn noch Freunde leben, sie haben

000000Andres gewonnen, sie sind nimmer die Meinigen mehr.

0000Kommen werd’ ich, wie sonst, und die alten, die Nahmen der Liebe

000000Nennen, beschwören das Herz, ob es noch schlage, wie sonst,

0950Aber stille werden sie seyn. So bindet und scheidet

000000Manches die Zeit. Ich dünk’ ihnen gestorben, sie mir.

0000Und so bin ich allein. Du aber, über den Wolken,

000000Vater des Vaterlands! mächtiger Aether! und du

0000Erd’ und Licht! ihr einigen drei, die walten und lieben,

100000Ewige Götter! mit euch brechen die Bande mir nie.

0000Ausgegangen von euch, mit euch auch bin ich gewandert,

000000Euch, ihr Freudigen, euch bring’ ich erfahrner zurük.

0000Darum reiche mir nun, bis oben an von des Rheines

000000Warmen Bergen mit Wein reiche den Becher gefüllt!

1050Daß ich den Göttern zuerst und das Angedenken der Helden

000000Trinke, der Schiffer, und dann eures, ihr Trautesten! auch,

0000Eltern und Freund’! und der Mühn und aller Leiden vergesse

000000Heut’ und morgen und schnell unter den Heimischen sei.
Selbstquälerisch wiederholt er die Worte „Vater und Mutter“ (Vers 91), um sich dann seinen Erkenntnissen zu stellen, der allgemeinen: „So bindet und scheidet / Manches die Zeit“ und der persönlichen, mit der das Gedicht begann: „Einsam stand ich“, jetzt „Und so bin ich allein“ (Vers 97). Es gibt keine endgültige Heimkehr für den Menschen in seiner „Spanne“ (Vers 18). Was bleibt, was für den „erfahrner“ (Vers 102) gewordenen Wanderer, vielleicht sogar gefestigt ist, sind die „Bande“ (Vers 100) an die ewigen Götter. Der Dichter ruft sie wie in der 1798 entstandenen Elegie Achill an als Triade Äther, Erde und Licht (Vers 98–99) – der Äther „in der antiken Tradition das lebensspendende Prinzip, das zugleich mit der allumfassenden Gottheit gleichgesetzt wird“.
Mit der zweiten Fassung gewinnt Hölderlin eine ihm gemäße Form der Elegie. Anders als die erste Fassung gibt die zweite der Wanderung einen Anfang und verknüpft ihre Stationen expliziter. In der ersten Fassung erfüllt sich die Hoffnung des Wanderers, er findet zu fraglosem Glück. In der zweiten Fassung ist, vielleicht bedingt durch Hölderlins Erleben seit 1797, diese Hoffnung verloren. In ewiger Harmonie existiert nur die göttliche Natur. Er darf ihr danken, weil sie ihm den Ausblick über sein eigenes Dasein hinaus gewährt, im „Angedenken“ (Vers 105) an die Verwandten und Freunde und Seefahrer und im Vergessen (Vers 107) des Leids.